# Stazione di Fabro-Ficulle
La stazione di Fabro-Ficulle è una stazione ferroviaria posta alla confluenza della linea Firenze-Roma. Serve i centri abitati di Fabro e di Ficulle.